# أندريس مارتينيز (صحفي)
أندريس مارتينيز (بالإنجليزية: Andrés Martinez)‏ هو صحفي أمريكي، ولد في 1966.